# Ranunculus abnormis
Ranunculus abnormis é uma espécie de planta com flor pertencente à família Ranunculaceae. 
A autoridade científica da espécie é Cutanda & Willk., tendo sido publicada em Linnaea 30: 83 (1859-61).

## Portugal
Trata-se de uma espécie presente no território português, nomeadamente em Portugal Continental.
Em termos de naturalidade é endémica da Península Ibérica.

## Protecção
Não se encontra protegida por legislação portuguesa ou da Comunidade Europeia.